# Avel Kazachenkov
Avel Kazachenkov (21 de febrero de 1950) es un deportista soviético que compitió en judo. Ganó una medalla de oro en el Campeonato Europeo de Judo de 1976, en la categoría abierta.

## Palmarés internacional
| Campeonato Europeo | Campeonato Europeo | Campeonato Europeo | Campeonato Europeo |
| Año                | Lugar              | Medalla            | Categoría          |
| ------------------ | ------------------ | ------------------ | ------------------ |
| 1976               | Kiev (URSS)        | Medalla de oro     | Abierta            |